# Пулемец
Пулемец (укр. Пулемець) — село в Шацкой поселковой общине Ковельского района Волынской области Украины.
До 2020 года входило в Шацкий район.
Код КОАТУУ — 0725784501. Население по переписи 2001 года составляет 667 человек. Почтовый индекс — 44013. Телефонный код — 3355. Занимает площадь 1,875 км².
Рядом с селом действует пункт контроля Пулемец на государственной границе с Беларусью.

## География
Село Пулемец расположено возле Пулемецкого озера, на расстоянии:
- 31 км от Щацка (автодороги Т 0307 и т 0302),
- 113 км от Ковеля (автодороги Т 0307, Т 0302 и E373),
- 182 км от Луцка (автодороги Т 0307, т 0302, E373 и E85).

Вблизи села действует пункт контроля Пулемец на границе с Беларусью. С белорусской стороны находится пункт пропуска «Томашевка» на трассе Р94 в направлении Домачево и Берестье.

## Достопримечательности

### Памятники
- Братская Могила советских воинов 1944 года. Памятник, сооруженный местными мастерами в 1955 году. Является памятником истории местного значения в соответствии с решением облисполкома / администрации № 360-р от 04.08.1969 года, охранный № 91.
- Место расстрела мирных жителей 1943 года. Обустроено в 1991 году. Является памятником истории местного значения в соответствии с решением облисполкома / администрации № 265-р от 24.12.1991 года, охранный № 914.
- Могилы неизвестных советских воинов 1944 года. Является памятником истории местного значения в соответствии с решением облисполкома / администрации № 415-р от 22.06.1999 года, охранный № 690[1]

## Социальная инфраструктура
В селе действуют:
- общеобразовательная школа І-ІІ ступенів;
- детский сад;
- почтовое отделение;
- дом культуры;
- библиотека;
- фельдшерско-акушерский пункт;
- магазин

## Религия
В селе действует православная (УПЦ МП) церковь святого Михаила, выстроенная в 1990—1991 годах вместо старого храма, воздвигнутого в 1861 году и разрушенного в 1982 году советской властью.
В 1936—1939 годах в селе было построено костёл, который в послевоенное время перестроен на колхозный зерносклад.